# 인체 통신망
인체 통신망, 인체 영역 통신망, 보디 에어리어 네트워크(Body area network, BAN), WBAN(Wireless body area network), MBAN(Medical body area network)은 착용식 컴퓨팅 장치의 무선 네트워크이다. BAN 장치들은 몸 안에 임플란트 방식으로 심어넣거나 고정 위치에 체외 표면 실장을 하거나(웨어러블 테크놀로지), 옷 주머니, 손, 가방 등 사람이 여러 곳에 휴대할 수 있다.
장치의 미니어처화가 트렌드임에 따라 특히 인체 통신망은 여러 개의 미니어처화된 BSU(body sensor unit), 하나의 BCU(body central unit)로 구성된다. 더 큰 데시미터(탭 또는 패드) 크기의 스마트 장치, 함께 수반되는 장치들은 데이터 허브나 데이터 게이트웨이의 중대한 역할을 하며 BAN 애플리케이션을 보고 관리하는 사용자 인터페이스를 제공한다. WBAN 기술 개발은 인체 주위의 통신을 구현하기 위한 개인 통신망(WPAN) 기술 개념이 있던 1995년 즈음에 시작되었다. 약 6년이 흘러 "BAN"이라는 용어는 통신이 인체의 내부, 주변을 아우르는 시스템을 가리키는 용어가 되었다. WBAN 시스템은 WPAN 무선 기술을 더 원거리에 도달하는 게이트웨이로서 사용할 수 있다. 게이트웨이 장치를 통해 인체의 웨어러블 장치를 인터넷에 연결시키는 것이 가능하다. 이러한 방식으로 의료 전문인들은 환자의 위치와 독립적으로 인터넷을 사용하여 환자 데이터를 온라인으로 접근할 수 있게 된다.

## 같이 보기
- 에너지 하베스팅

## 참고 문헌
- Ullah, Sana; Higgins, Henry; Braem, Bart; Latre, Benoit; Blondia, Chris; Moerman, Ingrid; Saleem, Shahnaz; Rahman, Ziaur & Kwak, Kyung (2010). “A Comprehensive Survey of Wireless Body Area Networks”. 《Journal of Medical Systems》 36 (3): 1–30. doi:10.1007/s10916-010-9571-3. hdl:1854/LU-3234782. ISSN 0148-5598. PMID 20721685.